# 아그리스

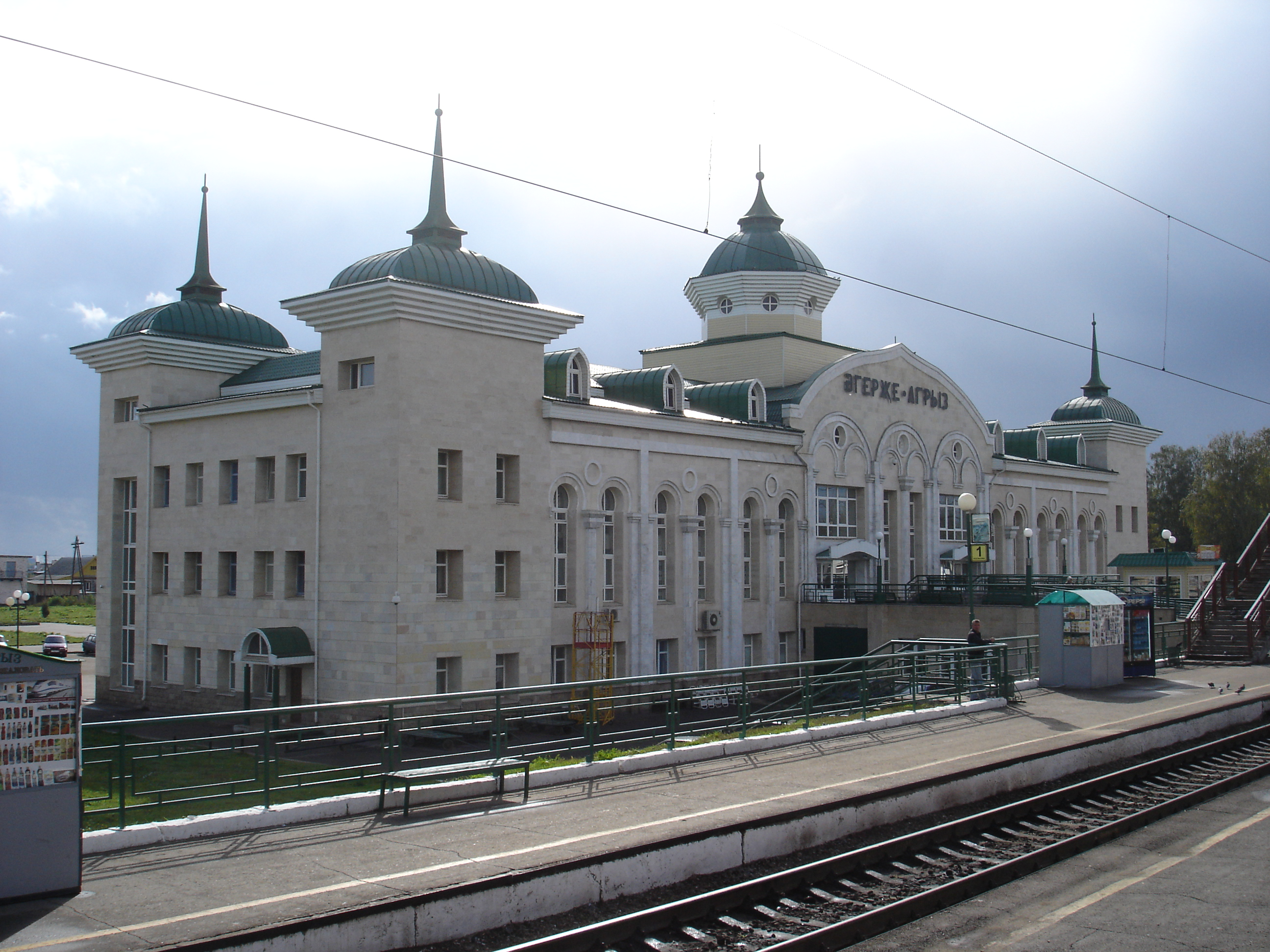

아그리스(러시아어: Агрыз, 타타르어: Әгерже/Ägerce 애게르제)는 타타르 공화국 아그리스스키 군에 속한 도시이다. 아그리스카 강(볼가강의 수영장)이 흐른다. 주민의 50.1%가 타타르족, 38.6%가 러시아인, 7.2%가 우드무르트인이다. 인구는 1859년에 2,340명, 1890년에 2,758명, 1920년에 4,543, 1926년에 7,339, 1938년에 1만2,376명, 1959년년에 2만300명, 1979년에 1만8,900명, 1989년에 1만9,700명이다.